# Буяковский, Иеремия
Иеремия Станислав Буяковский (англ. Jeremy Bujakowski, пол. Jarema Stanisław Bujakowski; 30 марта 1939 года, Друскеники, Польша — 1 июня 2010 года, Сан-Бернардино, Калифорния, США) — индийский горнолыжник и сёрфер. Первый (и до 1988 года — единственный) индийский участник зимних Олимпийских игр. Принимал участие в соревнованиях IX игр в Инсбруке и X игр в Гренобле. Знаменосец индийской делегации на этих играх.
Родился в польском городе Друскеники. Его родители, Галина Королец-Буяковская и Станислав Буяковский, были известными путешественниками, совершившими в 1934—1936 годах мотопробег по маршруту Друскеники-Шанхай. После начала войны, родители бежали в Британию. Отец Иеремии служил во время войны прапорщиком в польских подразделениях британских ВВС (101-я эскадрилья).
В 1946 году семья перебралась в Индию. Иеремия учился в колледже Св. Иосифа в Дарджилинге. Диплом получил в колледже Св. Ксаверия в Калькутте. Высшее образование получил в США, в Денверском университете.
Был первым и единственным представителем Индии на зимних Олимпийских играх 1964 и 1968 годов.
На Играх 1964 года выступил в соревнованиях по скоростному спуску, но не сумел закончить дистанцию из-за травмы.
На Играх 1968 года выступил в соревнованиях по скоростному спуску, показав время 2:11.82, занял 53-е место. В соревнованиях на гигантском слаломе — первый заезд 2:01.45 (69-е время), второй заезд 2:00.48 (63-е время), заняв 65-е место. И в мужском слаломе — не финишировавший в первом заезде, во втором показал второй результат — 57.78, но в финал не прошёл.
В 1966 и 1968 году Буяковский представлял Индию на чемпионате мира по сёрфингу.
Скончался 1 июня 2010 года в Калифорнии.